# 相模原市立九沢小学校
相模原市立九沢小学校（さがみはらしりつくざわしょうがっこう）は神奈川県相模原市緑区大島にある公立小学校。

## 沿革
- 1980年（昭和55年）
  - 時期不明 - 校舎（C棟の一部を除く）と体育館建築[1]。
  - 4月 - 大沢小学校から一部学区を分離し、開校[2]。
- 1982年（昭和57年） - 校舎（C棟の一部）建築[1]。

## 通学区域
- 相模原市緑区[3]
  - 大島（1846番～1848番・1855番・1859番～1874番）
  - 下九沢（628番～648番1号・648番3号・648番4号・648番8号・648番10号・648番14号・648番35号～648番37号・648番39号～648番42号・654番～675番・678番2号～678番9号・700番～722号・1171番～1177番・1230番～1611番・1632番～1655番・1662番1号・1662番2号・1663番1号・1664番・1665番・1666番1号・1666番3号・1667番～1701番・1711番～1714番・1725番～1745番・1764番・1767番～1802番）
  - 田名（2523番・2526番～2529番・2563番～2622番・2630番～2637番5号）
  - 橋本台1丁目（25番・27番）
- 相模原市中央区
  - 下九沢（27番～29番・1101番～1120番・1148番・1155番～1158番・1170番・1178番～1182番）
  - 田名（2463番3号・2463番4号・2463番10号・2463番11号・2494番2号～2517番・2623番～2629番・2642番～2975番・3496番～3533番・3565番～3588番）

## 進学中学校
- 相模原市緑区[4]
  - 相模原市立大沢中学校

## 周辺
- 相模原市立九沢児童クラブ - 同一敷地内。
- 九沢市民緑地 - 敷地が隣接。
- 社会福祉法人さがみ 小さき花幼稚園 - 敷地が隣接、かつ進学前幼稚園のひとつ。
- セブンイレブン相模原九沢小前店
- 相模原市立大沢中学校 - 進学先中学校。

## 交通アクセス
- 神奈川中央交通「橋34」系統で、「大沢団地前」停留所下車後、
  - 橋本駅南口行のりばから、徒歩約595m・約9分。
  - 上溝行のりばから、徒歩約655m・約10分。
- JR東日本横浜線・相模線、京王電鉄相模原線橋本駅（南口）から、上述の神奈中バス「橋34」系統のバスに乗車し、「大沢団地前」停留所下車後、徒歩。